# Jarred Blancard
Jarred Blancard (* 2. Mai 1973 in North Vancouver, British Columbia) ist ein kanadischer Schauspieler.
Blancard spielte den jungen Henry Bowers in der Verfilmung des Stephen-King-Romans Es.

## Filmografie (Auswahl)
- 1990: Neon Rider (Fernsehserie, 1 Folge)
- 1990: Stephen Kings Es (Stephen King’s It, Fernsehfilm)
- 1990: Babynapping – Roberts Entführung (Always Remember I Love You, Fernsehfilm)
- 1996: Mein Sohn – Der Mörder (Murder at My Door, Fernsehfilm)
- 1996: The Boys Club
- 1996: Todesschwadron aus der Zukunft (Past Perfect)
- 1998: Dich kriegen wir auch noch! (Disturbing Behavior)